# Mycene (petroliera)
La Mycene è stata una superpetroliera di tipo Very Large Crude Carrier (VLCC) da 238 889 tonnellate di portata lorda battente bandiera liberiana, costruita nel 1976 a Cadice (Spagna).

## Storia e caratteristiche
La nave apparteneva a una serie di superpetroliere costruite nella seconda metà degli anni settanta, tra cui la María Alejandra, l'Amoco Milford Haven e l'Amoco Cadiz, con le quali condivideva specifiche costruttive simili e un destino tragico.
Aveva una lunghezza fuori tutto di circa 333,97 metri, una larghezza massima (baglio) di 51,06 metri e un pescaggio a pieno carico stimato in circa 20,8 metri. La stazza lorda era di circa 109 992 tonnellate, mentre la portata lorda ammontava a 238 889 tonnellate. Era dotata di propulsione Diesel a singola elica, capace di una velocità di crociera di circa 15 nodi. Secondo le normative IMO in vigore dopo il 1975, le navi di quella classe avrebbero dovuto essere dotate di un sistema a gas inerte (in inglese inert gas system, IGS) per prevenire esplosioni nelle cisterne di carico, anche se non è confermato che il sistema fosse operativo al momento dell'incidente.

## Naufragio
Il 3 aprile 1980, durante un viaggio di zavorra da Genova a Ra's Tannūrah (Arabia Saudita), la Mycene subì un'esplosione devastante mentre si trovava al largo della Sierra Leone, alle coordinate 07°42' N 15°10' W.
Secondo il rapporto del comandante, intorno alle 11:00 ora locale, la nave fu scossa da tre esplosioni: la prima nella sezione prodiera, la seconda nella zona centrale e una terza in un punto non identificato. L'urto provocò la frattura dello scafo, con l'inabissamento immediato della prua, mentre la sezione poppiera, in fiamme, rimase a galla per circa quattro ore, fino a una quarta esplosione che ne causò la definitiva immersione verso le ore 15:00. Dei 33 membri dell'equipaggio, uno perse la vita, mentre 32 furono tratti in salvo circa un'ora dopo il naufragio.
Lo stesso giorno, precedentemente a sole tre ore di distanza, un'altra petroliera liberiana, la Albahaa B., subì un'esplosione analoga al largo della costa orientale dell'Africa, sollevando preoccupazioni nel settore marittimo per la frequenza e la somiglianza degli incidenti. Entrambe le navi erano VLCC costruite nel medesimo periodo e potrebbero aver subito guasti simili legati a operazioni di pulizia meccanica delle cisterne, forse aggravati da cattivo funzionamento del sistema di inertizzazione.
L'incidente della Mycene si colloca in una sequenza preoccupante di disastri simili avvenuti tra marzo e aprile del 1980, tra cui quello della María Alejandra, esplosa l'11 marzo 1980 al largo della Mauritania, e quello della Haven, naufragata nel 1991 nel golfo di Genova. Tutte queste navi, accomunate da dimensioni e concezione tecnica simili, subirono esplosioni improvvise in circostanze di esercizio ordinarie, alimentando il sospetto che potessero esserci problemi strutturali di classe o cattive prassi operative condivise.
Nonostante la gravità dell'incidente e la ricorrenza di episodi simili di navi sotto bandiera liberiana, non risulta esserci stata un'indagine ufficiale pubblicata da parte dello Stato di bandiera.

## Conseguenze ambientali
Non sono disponibili dati certi sull'entità della perdita di carburante. Una stima preliminare indicava circa 29 320 barili (circa 4 000 tonnellate), ma tale valore è probabilmente errato, basato su una conversione imprecisa utilizzata da alcune fonti tecniche. Considerando che la nave era in zavorra, il rischio ambientale da sversamento di greggio fu limitato, ma restano dubbi sulla dispersione dei residui combustibili e dei detriti nel tratto di mare antistante la Sierra Leone.

## Navi gemelle
Sebbene siano state costruite nello stesso cantiere navale e abbiano subito incidenti simili, non risultano essere gemelle dirette della Mycene le navi:
- Haven, inabissata il 14 aprile 1991 nel golfo di Genova presso Arenzano;[6]
- Amoco Cadiz, naufragata il 16 marzo 1978 di fronte alle coste bretoni perdendo in mare 230 000 tonnellate di greggio;[7]
- María Alejandra, esplosa l'11 marzo 1980 di fronte alle coste della Mauritania.[8]